# Dood van Trayvon Martin

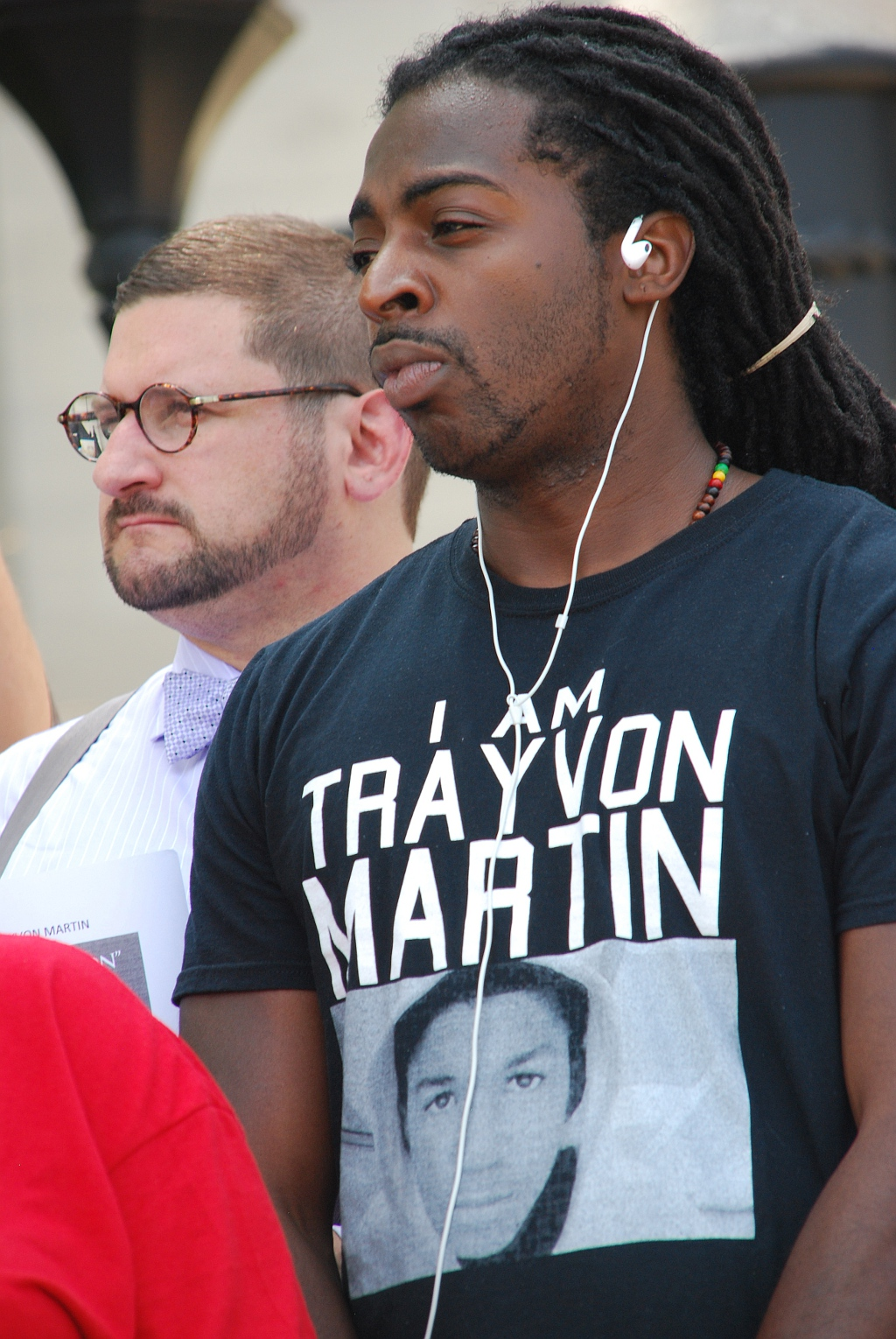
Deelnemer aan een "gerechtigheid voor Trayvon"-demonstratie, 20 juli 2013. Op het T-shirt een afbeelding van Trayvon Martin.

De dood van Trayvon Martin vond plaats op de avond van 26 februari 2012 in Sanford (Florida), toen de 28-jarige Latino burgerwacht George Zimmerman de 17-jarige Afro-Amerikaanse Trayvon Martin (geboren op 7 februari 1995 te Miami Gardens) doodschoot. Als reden gaf Zimmerman zelfverdediging aan. 
Deze dood en de omstandigheden waaronder het plaatsvond leidden in de Verenigde Staten tot een landelijke discussie over racisme, die ook in andere landen werd opgepakt. Zimmerman werd beschuldigd van doodslag. Het proces begon op 10 juni 2013 in Sanford. Op 13 juli 2013 werd Zimmerman, na zestien uur beraadslaging door een zeskoppige jury, onschuldig bevonden en vrijgesproken.
Zimmerman verklaarde dat Trayvon Martin, die met een capuchon op door een wijk van Sanford liep, zich verdacht gedroeg. Toen hij de jongen aansprak, ontstond er een handgemeen waarbij Zimmerman de ongewapende Martin doodschoot. Zimmerman beweerde dat er sprake was van noodweer. Volgens de wet van Florida was het in noodweer toegestaan om iemand te doden. Daardoor voelde de jury zich genoodzaakt om tot vrijspraak over te gaan. Als de jury hem schuldig had verklaard, dan had Zimmerman een levenslange gevangenisstraf kunnen krijgen. Een anoniem jurylid liet kort daarna blijken dat ze er van overtuigd was dat Zimmerman wel degelijk schuldig was aan de dood van de tiener. Ze wees op de wetgeving die het noodzakelijk maakte om Zimmerman onschuldig te verklaren. Het jurylid pleitte daarom voor een aanscherping van de zelfverdedigingswet.
Na de vrijspraak gingen duizenden, met name Afro-Amerikaanse, mensen in protest de straat op, waarbij er schermutselingen met de politie ontstonden. Dominee Raphael Warnock verklaarde dat Martin was gedood omdat hij als zwarte jongen niet als mens werd gezien, maar als probleem. President Obama, die zei dat als hij een zoon zou hebben die eruit zou zien zoals Martin, riep de betogers op de rechtspraak te respecteren.